# Polyspilota robusta
Polyspilota robusta es una especie de mantis de la familia Mantidae.

## Distribución geográfica
Se encuentra en Madagascar.